# تئوفانیس گکاس
تئوفانیس گکاس (به یونانی: Φάνης Γκέκας) (زادهٔ ۲۳ مهٔ ۱۹۸۰) بازیکن فوتبال اهل کشور یونان است.
وی برای تیم ملی یونان ۶۵ بازی انجام داده و ۲۳ گل به ثمر رسانده‌است. پست تخصصی این بازیکن نیز، مهاجم است.